# 賈軼男
賈軼男（1978年8月24日—），是中國大陸音樂製作人。

## 經歷
2004年，他組成「摩登泡泡」樂隊。2009年，為汪峰專輯《信仰在空中飄揚》擔任製作人。2009年，奪得「第九屆全球華語歌曲排行榜－年度最佳製作人獎」。2013年，在汪峰「存在」全國超級巡演擔任音樂總監；同年，擔任《中国好声音》第二季汪峰戰隊的夢想導師。他在《歌手2018》第一期為汪峰編曲。

## 出面網頁
- 賈軼男的新浪微博